# 山本治兵衛
山本 治兵衛（やまもと じへえ、安政元年3月24日（1854年4月9日） - 1919年10月24日）は、明治・大正時代の建築家。文部省に技師として属し、高等教育機関や病院の建築を多く手がけた。

## 生涯

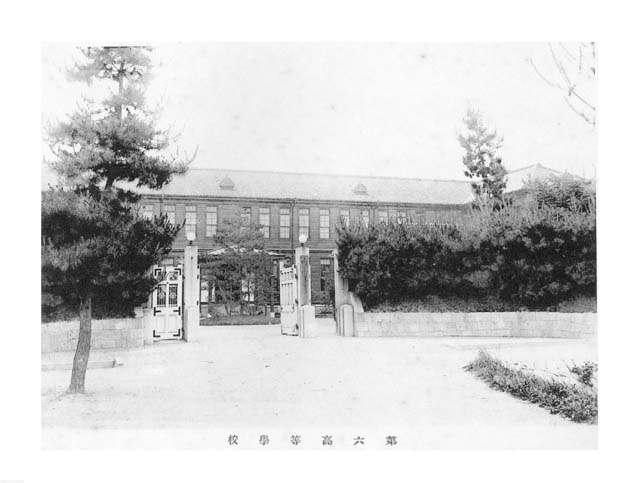
旧制第六高等学校本館

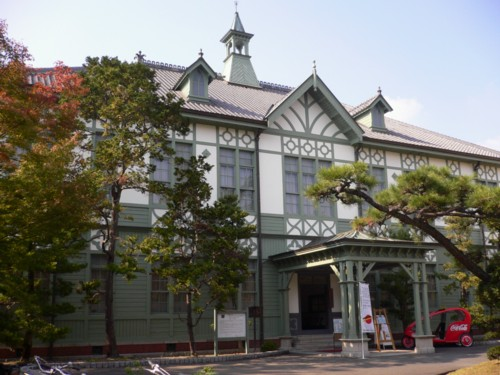
奈良女子大学記念館（旧奈良女子高等師範学校本館）、1909年竣工

1854年（安政元年）、江戸（現・東京都千代田区）に生まれる。山本家は代々、大名屋敷の設計や営繕に携わっていたという。工部省の建築技術者・立川知方に師事し、日本建築の設計・製図を修める。
1878年（明治11年）9月、満24歳で東京府庁土木課に入り、病院建築・河川開鑿工事などを手がける。1884年（明治17年）、小笠原出張所庁舎建築工事のため出張。1885年（明治18年）工部省鉄道局に転じ、同年工部省の廃止により鉄道局属となった。鉄道局所属時代は、上田・直江津間の信越本線工事に携わっている。
1887年（明治20年）7月、文部省の雇員となり、当時営繕組織が属していた会計局に勤務、京都における第三高等中学校創設工事の後半を現場責任者として担当した。このほか、第三高等中学校医学部（岡山市）や岡山県病院の建設にあたったと考えられる。その後、東京美術学校技手を経て文部属専任となり、久留正道営繕掛長の下で高等中学校など教育施設の監理・設計にあたった。
1898年（明治31年）6月、京都帝国大学に出張を命じられ、同大学の創立工事を担当。この間、文部省技師となっている。1900年（明治33年）、新設された文部省京都出張所長となり、第六高等学校（岡山）・第四高等学校（金沢）・第七高等学校造士館（鹿児島）など、西日本における文部省直轄学校工事の指導・監督も担当した。1905年（明治38年）には福岡に出張、京都帝国大学福岡医科大学（のちの九州帝国大学）創設工事の指導・監督にあたり、翌年に京都出張所長に戻っている。
1907年（明治40年）6月、京都帝国大学技師となり、京都帝大に新設された建築部の初代部長となった。かたわら、文部省京都出張所長心得を兼任し、ひきつづき関西地域における学校工事の指導を行った。
1919年（大正8年）、京都帝国大学建築部長在職のまま没した。

### 略年譜
- 1854年（安政元年） - 江戸に生まれる。
- 1878年（明治11年） - 9月、東京府土木課雇。
- 1881年（明治13年） - 7月、東京府御用掛・土木課工事部勤務。
- 1883年（明治15年） - 10月、土木家屋橋梁掛に転任。
- 1884年（明治16年） - 12月、小笠原出張。
- 1885年（明治18年） - 8月、工部省鉄道局勤務。12月鉄道属。
- 1887年（明治20年） - 文部省雇。
- 1888年（明治21年） - 第三高等中学校に出張。
- 1891年（明治24年） - 本省に帰任。
- 1892年（明治25年） - 東京美術学校技手兼文部属。
- 1893年（明治26年） - 文部属。
- 1896年（明治29年） - 文部技手。
- 1898年（明治31年） - 京都帝国大学に出張、文部技師。
- 1900年（明治33年） - 文部省京都出張所長。
- 1905年（明治38年） - 文部省福岡出張所長。
- 1906年（明治39年） - 文部省京都出張所長。
- 1907年（明治40年） - 京都帝国大学技師・建築部長。
- 1919年（大正8年） - 死去。

## 註
1. ↑  宮本・谷・石田（1981年）、p.152。
2. ↑  宮本・谷・石田（1981年）、p.153。